# Kylian Mbappé
Kylian Mbappé Lottin (pronúncia em francês: [kiljan (ɛ)mbape lɔtɛ̃]; Paris, 20 de dezembro de 1998) é um futebolista francês que atua como atacante. Joga pelo Real Madrid e pela Seleção Francesa.
Considerado um dos melhores jogadores da última década, ele é conhecido pelo seus dribles e sua velocidade explosiva.
Mbappé começou sua carreira no Monaco, em 2015, com apenas 16 anos. Pelos Vermelhos e Brancos, o atacante conquistou um título da Ligue 1 (Campeonato Francês), além do prêmio de Melhor Jogador Jovem da Ligue 1 e o prêmio Golden Boy, dado ao melhor jogador com idade abaixo de 21 anos atuando na Europa. Em 2017, ele assinou com o time rival, o Paris Saint-Germain, inicialmente por empréstimo, sendo comprado permanentemente em 2018, em uma transferência no valor de 180 milhões de euros, tornando-se o segundo jogador mais caro da história e o adolescente mais caro. Pelo PSG, Mbappé conquistou três títulos da Ligue 1, dois da Copa da França, foi eleito o Melhor Jogador do Ano da Ligue 1 e foi o artilheiro da competição em duas oportunidades. Ele é atualmente o maior artilheiro da história do Paris Saint-Germain.
Mbappé fez sua estreia pela Seleção Francesa em 2017, com 18 anos. Na Copa do Mundo FIFA de 2018, o atacante tornou-se o jogador francês mais jovem a marcar num Mundial, além de se tornar o segundo adolescente, depois de Pelé, a marcar em uma final de Copa do Mundo. Ele foi o artilheiro de sua Seleção, junto com Antoine Griezmann, na conquista do bicampeonato na Rússia, e recebeu os prêmios de Melhor Jogador Jovem da Copa e Jogador Francês do Ano por suas atuações.

## Biografia
Mbappé nasceu em Paris e foi criado em Bondy, Seine-Saint-Denis, uma comuna a 10,9 km do centro de Paris. Seu pai, Wilfried, é camaronês e, além de empresário de Mbappé, é técnico de futebol, enquanto sua mãe, Fayza Lamari, é de origem argelina (cabila) e ex-jogadora de handebol. Ele tem um irmão mais novo, Ethan, que jogou pelo time sub-12 do PSG em 2018. O irmão adotivo de Mbappé, Jirès Kembo Ekoko, também é jogador de futebol profissional. Enquanto crescia, seu maiores ídolos eram Ronaldo, Zinédine Zidane e Cristiano Ronaldo.

## Carreira

### Monaco

#### 2015–16
Estreou como profissional no dia 2 de dezembro de 2015, num empate por 1–1 contra o Caen. Com a idade de 16 anos e 347 dias, ele tornou-se o jogador mais jovem a participar de uma partida oficial com a equipe principal do Monaco. Mbappé quebrou um recorde de Thierry Henry (17 anos de 14 dias) que durava desde 1994.
Marcou seu primeiro gol pelo clube no dia 20 de fevereiro de 2016, numa vitória por 3–1 sobre o Troyes. Aos 17 anos e 62 dias, ele tornou-se o jogador mais jovem a marcar pelo Monaco, batendo outro recorde de Thierry Henry. Já no dia 6 de março, Mbappé assinou seu primeiro contrato profissional, com duração de três anos até junho de 2019.

#### 2016–17
Marcou seu primeiro hat-trick da carreira no dia 14 de dezembro, numa goleada por 7–0 sobre o Rennes, em jogo válido pela Copa da Liga Francesa. Em 11 de fevereiro de 2017, marcou um hat-trick na vitória por 5–0 sobre o Metz. Já no dia 15 de março, marcou um gol na vitória por 3–1 sobre o Manchester City pelas oitavas de final da Liga dos Campeões.
Em 12 de abril, marcou dois gols na vitória do Monaco por 3–2 sobre o Borussia Dortmund, pelas quartas de final da Liga dos Campeões. Aos 19 minutos do primeiro tempo, após contra-ataque rápido, Mbappé, impedido, desviou para o fundo da rede. Depois, aos 34 minutos do segundo tempo, aproveitou um passe ruim de Łukasz Piszczek, partiu sozinho de frente para o gol e só tirou do goleiro adversário.

### Paris Saint-Germain

#### 2017–18
Em 31 de agosto de 2017, assinou com o Paris Saint-Germain por empréstimo até junho de 2018. Este empréstimo é acompanhado de uma opção de compra que, após o exercício, vincularia o jogador a Paris Saint-Germain até 30 de junho 2022. Estima-se que o valor seria de 180 milhões de euros, transformando-o na segunda maior transferência da história do futebol.
Fez sua estreia em 8 de setembro de 2017, pela quinta rodada da Ligue 1 de 2017–18, onde também marcou seu primeiro gol pelo Paris Saint-Germain na vitória por 5–1 sobre o Metz. A partir do dia 26 de julho de 2018, Mbappé passará a usar a camisa 7 da equipe francesa que pertencia a Lucas Moura, negociado com o Tottenham Hortspur.

#### 2018–19

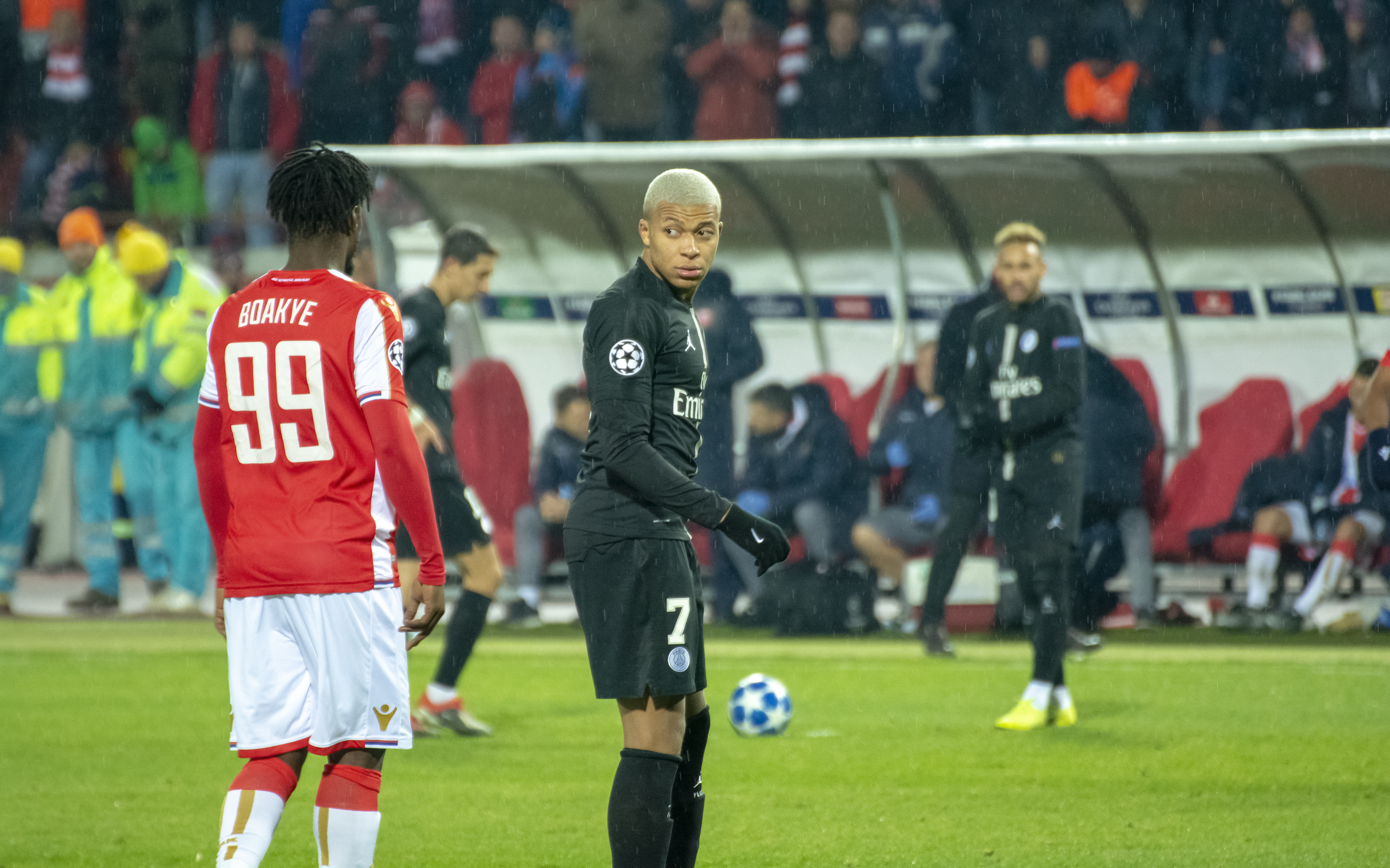
Mbappé, em 2018, pelo PSG

Fez sua estreia oficial na temporada no dia 18 de agosto de 2018, entrando no lugar de Timothy Weah e marcando dois gols sobre o Guingamp pela segunda rodada da Ligue 1. Em 25 de agosto, marcou o segundo gol da vitória por 3–1 sobre o Angers ao receber cruzamento de Ángel di María em partida disputada no Parc des Princes. Em 23 de fevereiro, Mbappé marcou dois gols na vitória por 3–0 sobre o Nîmes, tornando-se o jogador mais jovem a marcar 50 gols na Ligue 1 aos 20 anos, dois meses e três dias.

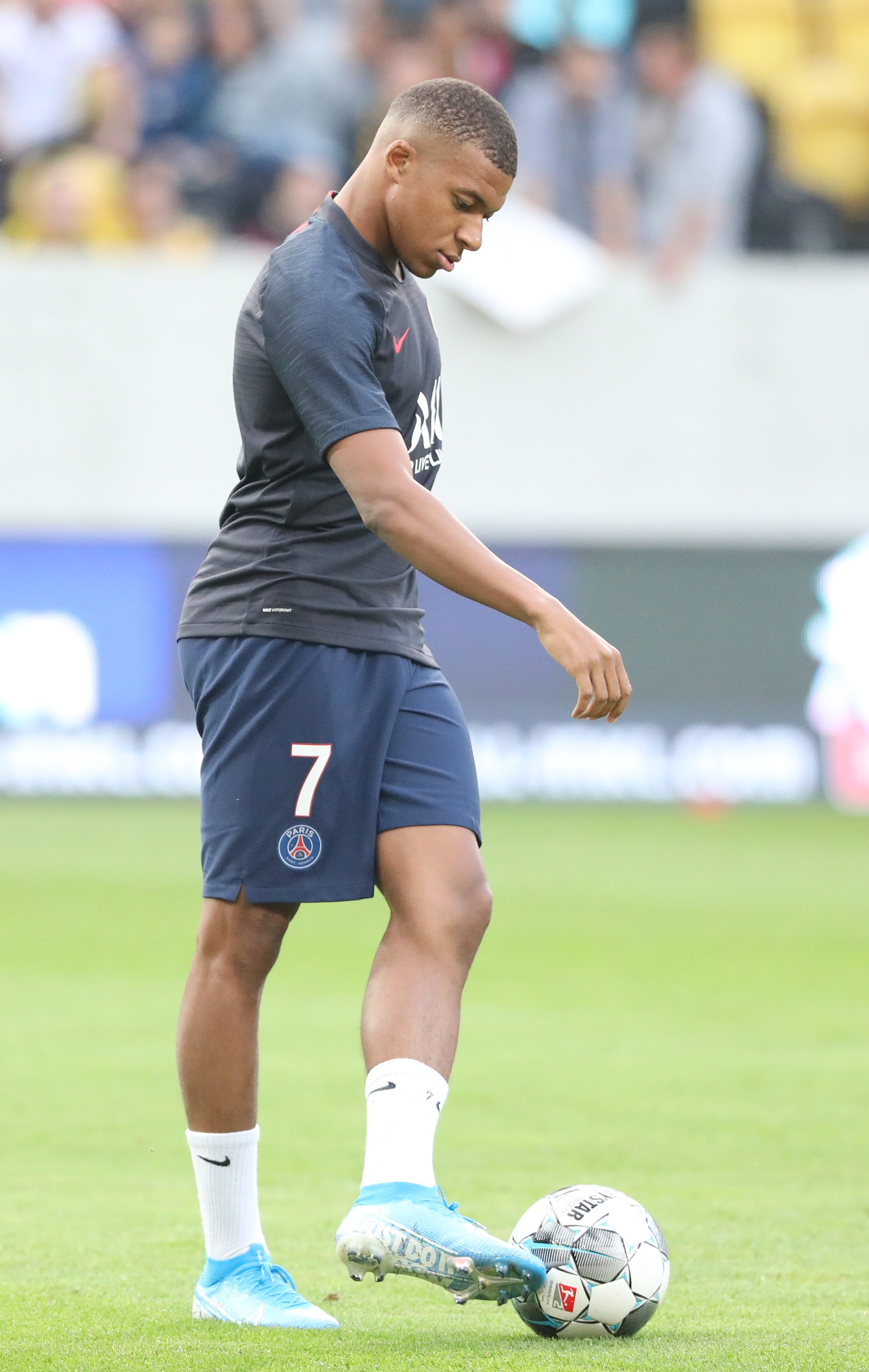
Mbappé, em 2019, pelo PSG

#### 2019–20
Realizou sua estreia oficial na temporada no dia 3 de agosto de 2019, na Supercopa da França, marcando um gol na vitória de 2 a 1 contra o Rennes. Em 3 de fevereiro de 2020 discutiu em público com o treinador Thomas Tuchel, após ser substituído na vitória por 5 a 0 sobre o Montpellier. De acordo com o jornal Le Parisien, Mbappé ficou irritado por ser "sempre o primeiro entre ele, Mauro Icardi, Neymar e Ángel di María a ser substituído."
Mbappé tem se mostrado um jogador extremamente útil, deixando de ser uma promessa e se tornando uma realidade. No dia 12 de agosto, no duelo contra a Atalanta pelas quartas de final da Liga dos Campeões, começou no banco, devido a ter se lesionado no jogo da final da Copa da França, ele observava seu time perdendo por 1–0 e se despedindo mais uma vez da competição com uma derrota nas quartas. Até que, aos 15 minutos do segundo tempo, entrou no lugar de Sarabia e foi essencial para a vitória parisiense, distribuiu uma assistência para Eric Maxim Choupo-Moting marcar o segundo gol aos 48 minutos do segundo tempo, garantindo assim uma vitória emocionante sobre a Atalanta e classificando o time para as semi-finais, com a melhor campanha de sua história.

#### 2022–23
A temporada no PSG já começou conturbada, hava visto a crise estabelecida com a outra estrela Neymar, logo após a vitória do PSG sobre o Montpellier em 13 de agosto, o clima no vestiário piorou por conta da polêmica dos pênaltis no confronto. A polêmica se deu devido Mbappé ter cobrado o primeiro pênalti a favor do PSG, por volta dos 21 minutos do primeiro tempo, porém errou e 20 minutos depois, o time sofreu outro pênalti e, após conversar com Neymar este bateu e fez o gol, contudo depois da partida, o perfil oficial de Neymar no Twitter curtiu uma publicação que criticava Mbappé. O texto mencionava uma possível prioridade de Mbappé para ser o cobrador oficial de pênaltis.

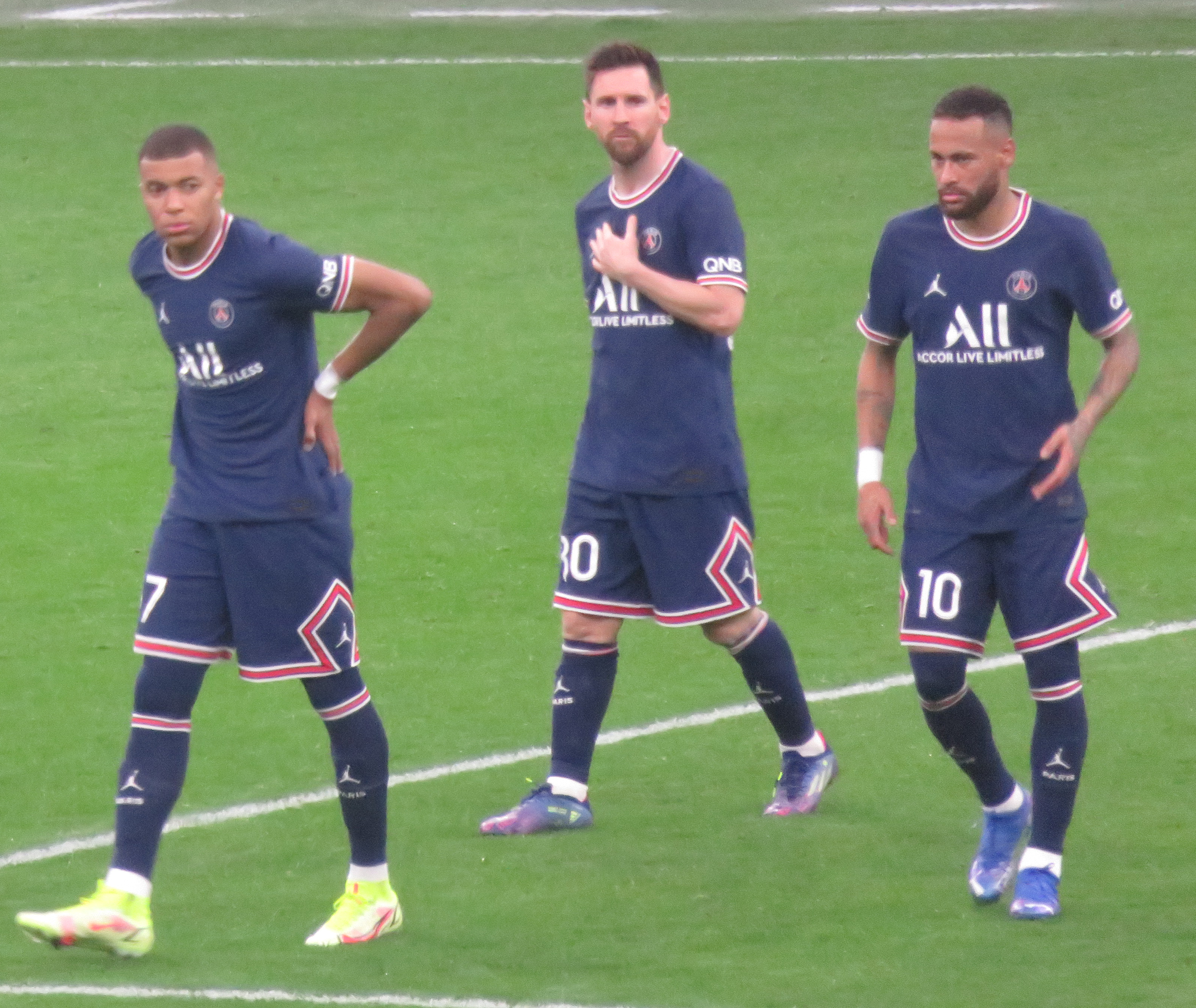
Mbappé, em 2021, ao lado de Lionel Messi e Neymar

Em 17 de outubro de 2022, Mbappé ficou na sexta posição do prêmio Bola de Ouro, dado pela revista France Football. Com 56 gols marcados em 2022, o atacante terminou o ano como maior artilheiro do futebol mundial, 44 gols pelo PSG e 12 com a Seleção Francesa.Em 14 de janeiro de 2023, Mbappé foi um dos anunciados pela FIFA como concorrente ao prêmio de melhor jogador do mundo, o The Best 2022. A Fifa anunciou em 10 de fevereiro de 2023, os três finalistas para o prêmio The Best 2023, com Mbappé entre eles. O vencedor será revelado no dia 27 de fevereiro, quando se realizará a cerimônia de entrega do troféu.
Kylian Mbappé foi o destaque na vitória por 3 a 0 do PSG ante o Olympique de Marseille com dois gols e uma assistência no dia 26 de fevereiro, ele tornou-se, ao lado de Cavani, o maior artilheiro da história do Paris Saint-Germain. Com 200 gols marcados (136 golos na Liga francesa, 34 na Liga dos Campeões, 27 na Taça de França, dois na Taça da Liga e um no Troféu dos Campeões), porém, Mbappé chegou ao feito com 246 partidas. Mbappé encerrou a temporada da Ligue 1 como o artilheiro com 29 gols em 34 jogos, além de seis assistências.

#### 2023–24
Mbappé ficou em terceiro no prêmio a Bola de Ouro 2023, em 30 de outubro, na França, entregue pela revista francesa France Football o vencedor foi Lionel Messi. Em 11 de novembro, Mbappé anotou os três gols do PSG na vitória de 3 a 0 sobre o Reims, fora de casa, pela 12ª rodada do Campeonato Francês. Kylian Mbappé   terminou o ano de 2023, como segundo maior artilheiro mundial empado com Harry Kane, ambos com 52 gols, atrás de  Cristiano Ronaldo que marcou 53 e a frente Haaland que marcou 50 gols. Em 15 de janeiro de 2024, a FIFA anunciou a seleção do ano de 2023 no prêmio Fifa The Best e Mbappé foi escolhido um dos atacantes.

### Real Madrid
Em 3 de junho de 2024, foi anunciado pelo Real Madrid com um contrato de 5 temporadas, passando a utilizar o número 9, vaga desde a saída de Karim Benzema. A sua apresentação oficial ocorreu no dia 16. Mbappé estreou em agosto, pela Supercopa da UEFA, na qual marcou o segundo e último gol da partida, conquistando o primeiro título pelo clube espanhol.
Em 18 de dezembro, Mbappé anotou o primeiro gol do Real Madrid que venceu o Pachuca por 3 a 0, no Estádio Lusail, no Catar, pelo título da Copa Intercontinental de 2024.

## Seleção Francesa

### Euro Sub-19
No dia 6 de junho de 2016, foi confirmado na lista final para participar do Campeonato Europeu Sub-19 de 2016. Foi campeão do Campeonato Europeu Sub-19 de 2016. 

### Principal
Estreou pela Seleção Francesa principal em 25 de março de 2017, contra Luxemburgo. Substituiu Dimitri Payet nos minutos finais da partida válida pelas Eliminatórias da Copa do Mundo, se tornando o segundo jogador mais jovem a defender a França com 18 anos e 95 dias, utilizou a camisa número 12. Marcou seu primeiro gol com a Seleção no dia 31 de agosto de 2017, na goleada por 4–0 sobre a Holanda.

#### Copa do Mundo de 2018

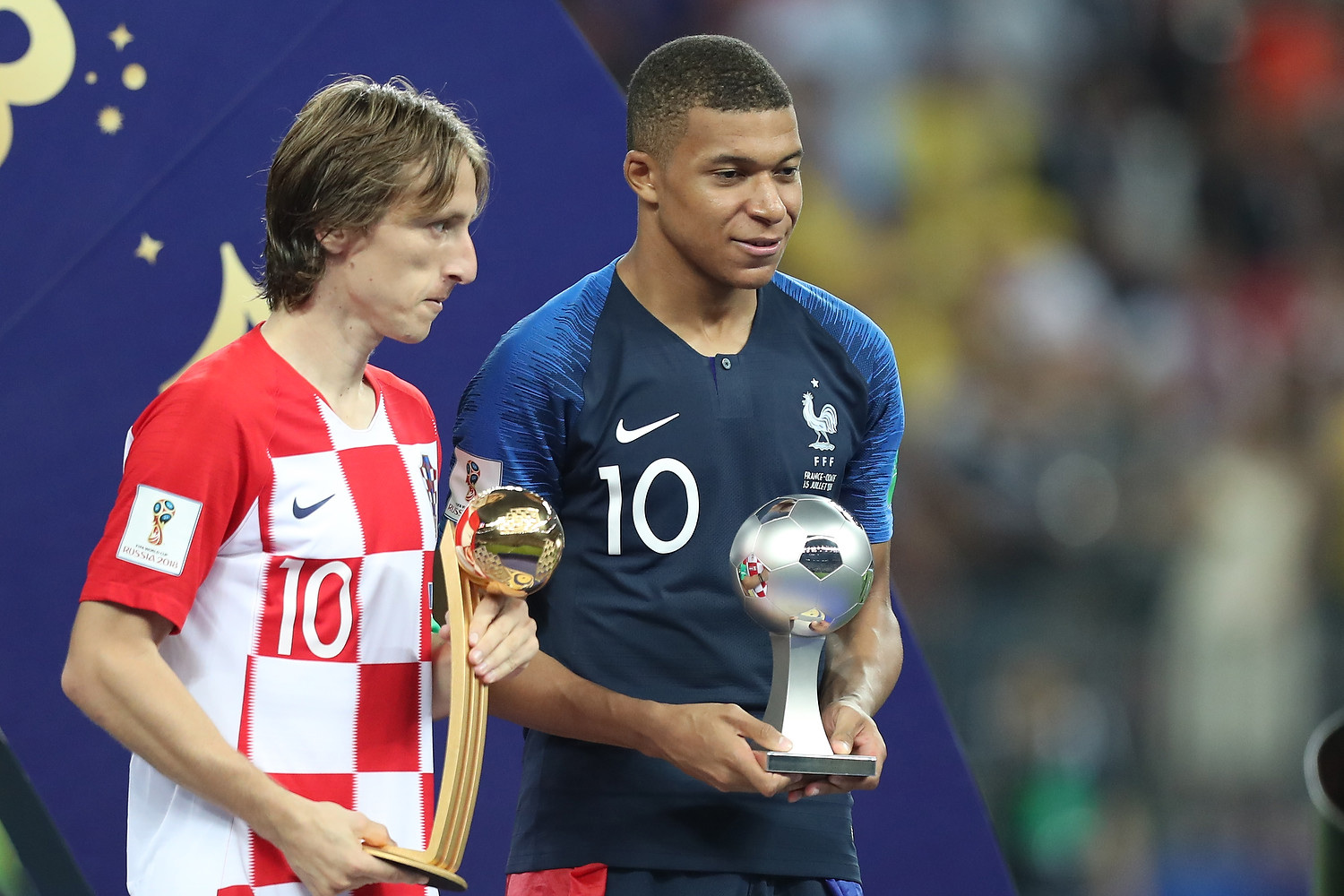
Mbappé com o prêmio de Melhor Jogador Jovem da Copa do Mundo FIFA ao lado de Luka Modrić

Em 27 de maio, foi convocado por Didier Deschamps para disputar a Copa do Mundo FIFA de 2018 e recebeu a camisa 10. Estreou no torneio com vitória por 2–1 sobre a Austrália, e tornou-se o jogador francês mais jovem a disputar uma partida em Copas do Mundo com 19 anos, cinco meses e 28 dias, ultrapassou Bruno Bellone (20 anos e 118 dias contra a Polônia em 1982). No dia 21 de junho, Mbappé marcou o gol da vitória sobre o Peru garantindo a classificação da França para as oitavas-de-final, e com o tento marcado ele se tornou o jogador francês mais novo a balançar as redes em Copa do Mundo quebrando antigo recorde pertencente a David Trezeguet.
Em 30 de junho, durante a vitória por 4–3 sobre a Argentina nas oitavas de final do torneio, ele marcou duas vezes e se tornou o terceiro jogador mais jovem a marcar duas vezes em uma Copa do Mundo (atrás de Pelé, que tinha 17 anos em 1958, e Michael Owen, que tinha 18 anos em 1998). Na mesma partida, ele tornou-se o jogador mais jovem a marcar dois gols em uma partida eliminatória da Copa do Mundo desde Pelé (17 anos e 8 meses nas semifinais da Copa do Mundo FIFA de 1958 contra a França). Marcou um dos gols na final em que a França venceu a Croácia por 4–2, tornando-se o jogador mais jovem a marcar um gol em uma final de Copa do Mundo desde Pelé em 1958. O atacante também foi eleito o Melhor Jogador Jovem da Copa do Mundo.

#### Copa do Mundo de 2022

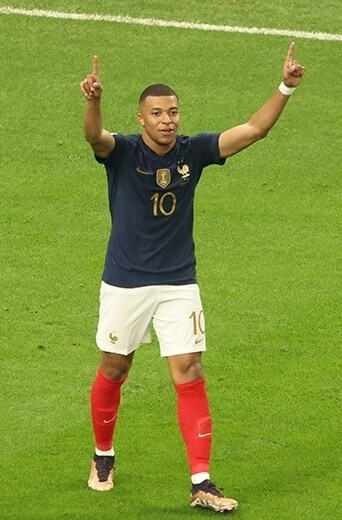
Mbappé, na Copa do Mundo FIFA de 2022

Em 9 de novembro de 2022, Mbappé foi convocado pelo técnico Didier Deschamps para jogar a Copa do Mundo FIFA de 2022 no Catar.
Na primeira partida vencida contra a Austrália (4-1), ele marcou o terceiro gol de cabeça aos 22' 2°T, ela já tinha feito uma assistência para Olivier Giroud, aos 31' 1°T.
Mbappé marcou duas vezes contra a Dinamarca (2 a 1) o que permitiu que a França se classificasse para as oitavas de final.Com seus 6º e 7º gols, ultrapassou Thierry Henry para se tornar o segundo maior artilheiro francês da história da Copa do Mundo (atrás de Just Fontaine com 13 gols), aliás, iguala a 23, o total de gols (31) em dos azuis de Zinédine Zidane.
Nas oitavas de final contra a Polônia, fez um passe decisivo para Olivier Giroud e marcou duas vezes (vitória por 3 a 1), totalizando 9 gols na Copa do Mundo e 33 gols na Seleção.
Na final contra a Argentina (3 a 3, Argentina 4 a 2 nos pênaltis), Mbappé fez um histórico hat-trick, tornando-se o segundo jogador da história a conseguir tal desempenho em uma final depois de Geoffrey Hurst, em 1966. Com oito gols marcados, ele é o artilheiro do torneio, à frente de Lionel Messi (7 gols) 167 e se junta a Pelé no total de 12 gols na Copa do Mundo em duas partidas. Ainda no final do torneio conquistou a Bola de Prata como segundo melhor jogador do certame e a Chuteira de Ouro como artilheiro, graças aos 8 gols marcados.

### Eurocopa 2024
Convocado para a Eurocopa 2024, Mbappé acabou quebrando o nariz após dar uma cabeçada no ombro do zagueiro Kevin Danso, na partida de estreia da seleção contra a Áustria, como resultado ele precisou usar máscara nos jogos seguintes. Ele fez o único gol francês, um pênalti, no empate contra a Polônia, na última partida da fase de grupos. Mbappé foi o responsável pela assistência do gol que abriu o placar contra a Espanha na semifinal, porém os espanhóis viraram e a França foi eliminada da competição. Em entrevista, disse que a sua Eurocopa foi um "fracasso".

## Estatísticas
Atualizadas até 18 de agosto de 2024.

### Clubes
| Equipe              | Temporada         | Campeonato nacional | Campeonato nacional | Campeonato nacional | Copas nacionais | Copas nacionais | Copas nacionais | Competições continentais | Competições continentais | Competições continentais | Outros torneios | Outros torneios | Outros torneios | Total | Total | Total   |
| Equipe              | Temporada         | Jogos               | Gols                | Assist.             | Jogos           | Gols            | Assist.         | Jogos                    | Gols                     | Assist.                  | Jogos           | Gols            | Assist.         | Jogos | Gols  | Assist. |
| ------------------- | ----------------- | ------------------- | ------------------- | ------------------- | --------------- | --------------- | --------------- | ------------------------ | ------------------------ | ------------------------ | --------------- | --------------- | --------------- | ----- | ----- | ------- |
| Monaco              | 2015–16           | 11                  | 1                   | 1                   | 2               | 0               | 0               | 1                        | 0                        | 1                        | –               | –               | –               | 14    | 1     | 2       |
| Monaco              | 2016–17           | 29                  | 15                  | 8                   | 6               | 5               | 3               | 9                        | 6                        | 0                        | –               | –               | –               | 44    | 26    | 11      |
| Monaco              | 2017–18           | 1                   | 0                   | 0                   | –               | –               | –               | –                        | –                        | –                        | 1               | 0               | 0               | 2     | 0     | 0       |
| Monaco              | Total             | 41                  | 16                  | 9                   | 8               | 5               | 3               | 10                       | 6                        | 1                        | 1               | 0               | 0               | 60    | 27    | 13      |
| Paris Saint-Germain | 2017–18           | 27                  | 13                  | 8                   | 9               | 4               | 5               | 8                        | 4                        | 3                        | –               | –               | –               | 44    | 21    | 16      |
| Paris Saint-Germain | 2018–19           | 29                  | 33                  | 6                   | 6               | 2               | 3               | 8                        | 4                        | 5                        | –               | –               | –               | 43    | 39    | 15      |
| Paris Saint-Germain | 2019–20           | 20                  | 18                  | 5                   | 6               | 6               | 4               | 10                       | 5                        | 4                        | 1               | 1               | 0               | 37    | 30    | 14      |
| Paris Saint-Germain | 2020–21           | 31                  | 27                  | 7                   | 5               | 7               | 1               | 10                       | 8                        | 3                        | 1               | 0               | 0               | 47    | 42    | 11      |
| Paris Saint-Germain | 2021–22           | 35                  | 28                  | 17                  | 3               | 5               | 0               | 8                        | 6                        | 4                        | –               | –               | –               | 46    | 39    | 21      |
| Paris Saint-Germain | 2022–23           | 34                  | 29                  | 6                   | 1               | 5               | 1               | 8                        | 7                        | 3                        | 0               | 0               | 0               | 43    | 41    | 10      |
| Paris Saint-Germain | 2023–24           | 29                  | 27                  | 7                   | 6               | 8               | 3               | 12                       | 8                        | 0                        | 1               | 1               | 0               | 48    | 44    | 10      |
| Paris Saint-Germain | Total             | 206                 | 176                 | 56                  | 36              | 37              | 17              | 64                       | 42                       | 23                       | 3               | 2               | 0               | 308   | 256   | 97      |
| Real Madrid         | 2024–25           | 34                  | 31                  | 3                   | 6               | 3               | 0               | 16                       | 9                        | 2                        | 0               | 0               | 0               | 56    | 43    | 5       |
| Real Madrid         | Total             | 34                  | 31                  | 3                   | 6               | 3               | 0               | 16                       | 9                        | 2                        | 0               | 0               | 0               | 56    | 43    | 5       |
| Total na carreira   | Total na carreira | 260                 | 195                 | 65                  | 44              | 42              | 20              | 68                       | 45                       | 24                       | 5               | 3               | 0               | 383   | 289   | 110     |

### Seleção Francesa
| Ano   |       |      |         |
| Ano   | Jogos | Gols | Assist. |
| ----- | ----- | ---- | ------- |
| 2014  | 2     | 0    | 0       |
| Total | 2     | 0    | 0       |

| Ano   |       |      |         |       |
| Ano   | Jogos | Gols | Assist. | Média |
| ----- | ----- | ---- | ------- | ----- |
| 2016  | 11    | 7    | 1       | 0,63  |
| Total | 11    | 7    | 1       | 0,63  |

| Ano   |       |      |         |       |
| Ano   | Jogos | Gols | Assist. | Média |
| ----- | ----- | ---- | ------- | ----- |
| 2017  | 10    | 1    | 3       | 0,2   |
| 2018  | 18    | 9    | 2       | 0,60  |
| 2019  | 6     | 3    | 3       | 0,5   |
| 2020  | 5     | 3    | 2       | 0,75  |
| 2021  | 14    | 8    | 1       | 0,17  |
| 2022  | 13    | 12   | 0       | 0,92  |
| 2023  | 9     | 10   | 6       | 1,10  |
| 2024  | 9     | 2    | 4       | 0,22  |
| Total | 84    | 48   | 17      | 0,57  |

| Ano   |       |      |         |       |
| Ano   | Jogos | Gols | Assist. | Média |
| ----- | ----- | ---- | ------- | ----- |
| 2014  | 2     | 0    | 0       | 0     |
| 2016  | 11    | 7    | 1       | 0,63  |
| 2017  | 10    | 1    | 3       | 0,1   |
| 2018  | 18    | 9    | 2       | 0,60  |
| 2019  | 6     | 3    | 3       | 0,50  |
| 2020  | 5     | 3    | 2       | 1     |
| 2021  | 14    | 8    | 1       | 0,57  |
| 2022  | 13    | 12   | 0       | 0,92  |
| 2023  | 9     | 10   | 6       | 1,10  |
| 2024  | 9     | 2    | 4       | 0,22  |
| Total | 98    | 55   | 24      | 0,56  |

Expanda a caixa de informações para conferir todos os jogos deste jogador, pela sua seleção nacional.
Sub-17
|    | Data                  | Local | Resultado | Adversário | Gol(s) | Competição |
| -- | --------------------- | ----- | --------- | ---------- | ------ | ---------- |
| 1. | 10 de outubro de 2014 |       | 1–0       | Ucrânia    | 0      | Amistoso   |
| 2. | 12 de outubro de 2014 |       | 0–0       | Ucrânia    | 0      | Amistoso   |

Sub-19
|     | Data                   | Local                           | Resultado | Adversário    | Gol(s) | Competição                |
| --- | ---------------------- | ------------------------------- | --------- | ------------- | ------ | ------------------------- |
| 1.  | 24 de março de 2016    | Gradski, Jagodina               | 1–0       | Montenegro    | 0      | Elim. Europeu Sub-19 2016 |
| 2.  | 26 de março de 2016    | Gradski, Jagodina               | 4–0       | Dinamarca     | 1      | Elim. Europeu Sub-19 2016 |
| 3.  | 29 de março de 2016    | Cika Daca, Kragujevac           | 1–0       | Sérvia        | 1      | Elim. Europeu Sub-19 2016 |
| 4.  | 12 de julho de 2016    | Voith-Arena, Heidenheim         | 1–2       | Inglaterra    | 0      | Europeu Sub-19 2016       |
| 5.  | 15 de julho de 2016    | Städtisches Waldstadion, Aalen  | 2–0       | Croácia       | 1      | Europeu Sub-19 2016       |
| 6.  | 18 de julho de 2016    | Städtisches Waldstadion, Aalen  | 5–1       | Países Baixos | 2      | Europeu Sub-19 2016       |
| 7.  | 21 de julho de 2016    | Carl-Benz-Stadion, Mannheim     | 3–1       | Portugal      | 2      | Europeu Sub-19 2016       |
| 8.  | 24 de julho de 2016    | Rhein-Neckar-Arena, Sinsheim    | 4–0       | Itália        | 0      | Europeu Sub-19 2016       |
| 9.  | 9 de novembro de 2016  | Mikheil Meskhi, Tbilisi         | 1–1       | Países Baixos | 0      | Amistoso                  |
| 10. | 11 de novembro de 2016 | Tengiz Burjanadze Stadium, Gori | 4–0       | Geórgia       | 0      | Amistoso                  |
| 11. | 14 de novembro de 2016 | Mikheil Meskhi, Tbilisi         | 0–2       | Espanha       | 0      | Amistoso                  |

Seleção Principal
|     | Data                   | Local                                        | Resultado | Adversário           | Gol(s) | Competição               |
| --- | ---------------------- | -------------------------------------------- | --------- | -------------------- | ------ | ------------------------ |
| 1.  | 25 de março de 2017    | Stade Josy Barthel, Luxemburgo               | 3–1       | Luxemburgo           | 0      | Elim. Copa do Mundo 2018 |
| 2.  | 28 de março de 2017    | Stade de France, Saint-Denis                 | 0–2       | Espanha              | 0      | Amistoso                 |
| 3.  | 9 de junho de 2017     | Friends Arena, Solna                         | 1–2       | Suécia               | 0      | Elim. Copa do Mundo 2018 |
| 4.  | 12 de junho de 2017    | Stade de France, Saint-Denis                 | 3–2       | Inglaterra           | 0      | Amistoso                 |
| 5.  | 31 de agosto de 2017   | Stade de France, Saint-Denis                 | 4–0       | Países Baixos        | 1      | Elim. Copa do Mundo 2018 |
| 6.  | 3 de setembro de 2017  | Stadium de Toulouse, Toulouse                | 0–0       | Luxemburgo           | 0      | Elim. Copa do Mundo 2018 |
| 7.  | 7 de outubro de 2017   | Estádio Nacional Vasil Levski, Sófia         | 1–0       | Bulgária             | 0      | Elim. Copa do Mundo 2018 |
| 8.  | 10 de outubro de 2017  | Stade de France, Saint-Denis                 | 2–1       | Bielorrússia         | 0      | Elim. Copa do Mundo 2018 |
| 9.  | 10 de novembro de 2017 | Stade de France, Saint-Denis                 | 2–0       | País de Gales        | 0      | Amistoso                 |
| 10. | 14 de novembro de 2017 | RheinEnergieStadion, Colônia                 | 2–2       | Alemanha             | 0      | Amistoso                 |
| 11. | 23 de março de 2018    | Stade de France, Saint-Denis                 | 2–3       | Colômbia             | 0      | Amistoso                 |
| 12. | 27 de março de 2018    | Estádio Krestovsky, São Petersburgo          | 3–1       | Rússia               | 2      | Amistoso                 |
| 13. | 28 de maio de 2018     | Stade de France, Saint-Denis                 | 2–0       | Irlanda              | 0      | Amistoso                 |
| 14. | 1 de junho de 2018     | Allianz Riviera, Nice                        | 3–1       | Itália               | 0      | Amistoso                 |
| 15. | 9 de junho de 2018     | Parc Olympique Lyonnais, Lyon                | 1–1       | Estados Unidos       | 1      | Amistoso                 |
| 16. | 16 de junho de 2018    | Arena Kazan, Kazan                           | 2–1       | Austrália            | 0      | Copa do Mundo 2018       |
| 17. | 21 de junho de 2018    | Estádio Central, Ecaterimburgo               | 1–0       | Peru                 | 1      | Copa do Mundo 2018       |
| 18. | 26 de junho de 2018    | Estádio Lujniki, Moscou                      | 0–0       | Dinamarca            | 0      | Copa do Mundo 2018       |
| 19. | 30 de junho de 2018    | Arena Kazan, Cazã                            | 4–3       | Argentina            | 2      | Copa do Mundo 2018       |
| 20. | 6 de julho de 2018     | Estádio de Níjni Novgorod, Níjni Novgorod    | 2–0       | Uruguai              | 0      | Copa do Mundo 2018       |
| 21. | 10 de julho de 2018    | Estádio Krestovsky, São Petersburgo          | 1–0       | Bélgica              | 0      | Copa do Mundo 2018       |
| 22. | 15 de julho de 2018    | Estádio Lujniki, Moscou                      | 4–2       | Croácia              | 1      | Copa do Mundo 2018       |
| 23. | 6 de setembro de 2018  | Allianz Arena, Munique                       | 0–0       | Alemanha             | 0      | Amistoso                 |
| 24. | 9 de setembro de 2018  | Stade de France, Saint-Denis                 | 2–1       | Países Baixos        | 1      | Liga das Nações 2018–19  |
| 25. | 11 de outubro de 2018  | Stade du Roudourou, Guingamp                 | 2–2       | Islândia             | 1      | Amistoso                 |
| 26. | 16 de outubro de 2018  | Stade de France, Saint-Denis                 | 2–1       | Alemanha             | 0      | Liga das Nações 2018–19  |
| 27. | 16 de novembro de 2018 | Estádio De Kuip, Roterdão                    | 0–2       | Países Baixos        | 0      | Liga das Nações 2018–19  |
| 28. | 20 de novembro de 2018 | Stade de France, Saint-Denis                 | 1–0       | Uruguai              | 0      | Amistoso                 |
| 29. | 22 de março de 2019    | Estádio Zimbru, Chișinău                     | 4–1       | Moldávia             | 1      | Elim. Eurocopa 2020      |
| 30. | 25 de março de 2019    | Stade de France, Saint-Denis                 | 4–0       | Islândia             | 1      | Elim. Eurocopa 2020      |
| 31. | 2 de junho de 2019     | Stade de la Beaujoire, Nantes                | 2–0       | Bolívia              | 0      | Amistoso                 |
| 32. | 8 de junho de 2019     | Estádio Konya Büyükşehir, Cônia              | 0–2       | Turquia              | 0      | Elim. Eurocopa 2020      |
| 33. | 11 de junho de 2019    | Estádio Nacional de Andorra, Andorra-a-Velha | 4–0       | Andorra              | 1      | Elim. Eurocopa 2020      |
| 34. | 14 de novembro de 2019 | Stade de France, Saint-Denis                 | 2–1       | Moldávia             | 0      | Elim. Eurocopa 2020      |
| 35. | 5 de setembro de 2020  | Friends Arena, Solna                         | 1–0       | Suécia               | 1      | Liga das Nações 2020–21  |
| 36. | 7 de outubro de 2020   | Stade de France, Saint-Denis                 | 7–1       | Ucrânia              | 1      | Amistoso                 |
| 37. | 11 de outubro de 2020  | Stade de France, Saint-Denis                 | 0–0       | Portugal             | 0      | Liga das Nações 2020–21  |
| 38. | 14 de outubro de 2020  | Estádio Maksimir, Zagreb                     | 2–1       | Croácia              | 1      | Liga das Nações 2020–21  |
| 39. | 17 de novembro de 2020 | Stade de France, Saint-Denis                 | 4–2       | Suécia               | 0      | Liga das Nações 2020–21  |
| 40. | 24 de março de 2021    | Stade de France, Saint-Denis                 | 1–1       | Ucrânia              | 0      | Elim. Copa do Mundo 2022 |
| 41. | 28 de março de 2021    | Astana Arena, Astana                         | 2–0       | Cazaquistão          | 0      | Elim. Copa do Mundo 2022 |
| 42. | 31 de março de 2021    | Estádio Grbavica, Sarajevo                   | 1–0       | Bósnia e Herzegovina | 0      | Elim. Copa do Mundo 2022 |
| 43. | 2 de junho de 2021     | Allianz Riviera, Nice                        | 3–0       | País de Gales        | 1      | Amistoso                 |
| 44. | 8 de junho de 2021     | Stade de France, Saint-Denis                 | 3–0       | Bulgária             | 0      | Amistoso                 |
| 45. | 15 de junho de 2021    | Allianz Riviera, Nice                        | 1–0       | Alemanha             | 0      | Eurocopa 2020            |
| 46. | 19 de junho de 2021    | Puskás Aréna, Budapeste                      | 1–1       | Hungria              | 0      | Eurocopa 2020            |
| 47. | 23 de junho de 2021    | Puskás Aréna, Budapeste                      | 2–2       | Portugal             | 0      | Eurocopa 2020            |
| 48. | 28 de junho de 2021    | Arena Națională, Bucareste                   | 3–3       | Suíça                | 0      | Eurocopa 2020            |
| 49. | 1 de setembro de 2021  | Stade de la Meinau, Estrasburgo              | 1–1       | Bósnia e Herzegovina | 0      | Elim. Copa do Mundo 2022 |
| 50. | 7 de outubro de 2021   | Juventus Stadium, Turim                      | 3–2       | Bélgica              | 1      | Liga das Nações 2020–21  |
| 51. | 10 de outubro de 2021  | Estádio Giuseppe Meazza, Milão               | 2–1       | Espanha              | 1      | Liga das Nações 2020–21  |
| 52. | 13 de novembro de 2021 | Parc des Princes, Paris                      | 8–0       | Cazaquistão          | 4      | Elim. Copa do Mundo 2022 |
| 53. | 16 de novembro de 2021 | Estádio Olímpico de Helsinque, Helsínquia    | 2–0       | Finlândia            | 1      | Elim. Copa do Mundo 2022 |
| 54. | 29 de março de 2022    | Stade Pierre-Mauroy, Lille                   | 5–0       | África do Sul        | 2      | Amistoso                 |
| 55. | 3 de junho de 2022     | Stade de France, Saint-Denis                 | 1–2       | Dinamarca            | 0      | Liga das Nações 2022–23  |
| 56. | 10 de junho de 2022    | Ernst-Happel-Stadion, Viena                  | 1–1       | Áustria              | 1      | Liga das Nações 2022–23  |
| 57. | 13 de junho de 2022    | Stade de France, Saint-Denis                 | 0–1       | Croácia              | 0      | Liga das Nações 2022–23  |
| 58. | 22 de setembro de 2022 | Stade de France, Saint-Denis                 | 2–0       | Áustria              | 1      | Liga das Nações 2022–23  |
| 59. | 25 de setembro de 2022 | Estádio Parken, Copenhague                   | 0–2       | Dinamarca            | 0      | Liga das Nações 2022–23  |
| 60. | 22 de novembro de 2022 | Estádio Al Janoub, Al-Wakrah                 | 4–1       | Austrália            | 1      | Copa do Mundo 2022       |
| 61. | 26 de novembro de 2022 | Estádio 974, Doha                            | 2–1       | Dinamarca            | 2      | Copa do Mundo 2022       |
| 62. | 30 de novembro de 2022 | Estádio da Cidade da Educação, Al Rayyan     | 0–1       | Tunísia              | 0      | Copa do Mundo 2022       |
| 63. | 4 de dezembro de 2022  | Estádio Al Thumama, Doha                     | 3–1       | Polónia              | 2      | Copa do Mundo 2022       |
| 64. | 10 de dezembro de 2022 | Estádio Al Bayt, Al Khor                     | 2–1       | Inglaterra           | 0      | Copa do Mundo 2022       |
| 65. | 14 de dezembro de 2022 | Estádio Al Bayt, Al Khor                     | 2–0       | Marrocos             | 0      | Copa do Mundo 2022       |
| 66. | 18 de dezembro de 2022 | Estádio Nacional de Lusail, Lusail           | 3–3       | Argentina            | 3      | Copa do Mundo 2022       |
| 67. | 24 de março de 2023    | Stade de France, Saint-Denis                 | 4–0       | Países Baixos        | 2      | Elim. Eurocopa 2024      |
| 68. | 27 de março de 2023    | Aviva Stadium, Dublin                        | 1–0       | Irlanda              | 0      | Elim. Eurocopa 2024      |
| 69. | 16 de junho de 2023    | Estádio Algarve, Faro/Loulé                  | 3–0       | Gibraltar            | 1      | Elim. Eurocopa 2024      |
| 70. | 19 de junho de 2023    | Stade de France, Saint-Denis                 | 1–0       | Grécia               | 1      | Elim. Eurocopa 2024      |

## Títulos
Monaco
- Ligue 1: 2016–17

Paris Saint-Germain
- Ligue 1: 2017–18, 2018–19, 2019–20, 2021–22, 2022–23 e 2023–24
- Copa da França: 2017–18, 2019–20, 2020–21 e 2023–24
- Copa da Liga Francesa: 2017–18 e 2019–20
- Supercopa da França: 2019, 2020 e 2023

Real Madrid
- Copa Intercontinental : 2024[106]
- Supercopa da UEFA: 2024

França
- Copa do Mundo FIFA: 2018
- Liga das Nações da UEFA: 2020–21

### Prêmios individuais
- Equipe do torneio do Campeonato Europeu Sub-19: 2016[107]
- Melhor Jogador da Ligue 1: 2018–19,[108] 2020–21,[109] e 2021–22[110]2021–22,[111] 2022–23,[112] 2023–24,[113]
- Jogador do Mês da Ligue 1: abril de 2017, março de 2018, agosto de 2018, fevereiro de 2019, fevereiro de 2021, agosto de 2021, fevereiro de 2022, novembro/dezembro de 2022 e fevereiro de 2023
- Melhor Jogador Jovem da Ligue 1: 2016–17, 2017–18 e 2018–19
- Equipe ideal da Ligue 1: 2016–17, 2017–18, 2018–19, 2020–21 e 2021–22
- Equipe ideal da Liga dos Campeões da UEFA: 2016–17,[114] 2019–20[115] e 2020–21[116]
- Time de revelações da Liga dos Campeões da UEFA: 2016–17[117]
- Golden Boy: 2017[118]
- Melhor jogador da partida da Copa do Mundo de 2018: França 1–0 Peru e França 4–3 Argentina (oitavas-de-final)
- Time de revelações da Copa do Mundo FIFA (The Guardian): 2018[119]
- Melhor Jogador Jovem da Copa do Mundo FIFA: 2018
- Chuteira de Ouro da Copa do Mundo FIFA: 2022
- Bola de Prata da Copa do Mundo FIFA: 2022
- Equipe Ideal da Copa do Mundo FIFA: 2018[120]
- Troféu Kopa: 2018[121][122]
- Jogador Francês do Ano: 2018[123] 2019[124] e 2022
- Equipe do Ano da UEFA: 2018[125]
- FIFPro World XI: 2018[126], 2021[127], 2022[128], 2023 e 2024[129]
- Melhor jogador da Ligue 1: 2018–19
- Onze de Bronze: 2019
- Troféu Alipay – Melhor Marcador da Fase Final da Liga das Nações da UEFA: 2020–21[130]
- Jogador do Ano (Globe Soccer Awards): 2021[131]
- Maior Artilheiro do Mundo em 2022 (IFFHS): 56 gols em 56 jogos[132]
- Equipe Mundial do Ano da IFFHS: 2022 [133]
- EA Sports: Time do Ano do FIFA 23[134]
- Time da temporada do Jornal Marca: 2022-23[135]
- Troféu Gerd Müller: 2024
- Bota de Ouro da UEFA: 2024–25[136]

### Artilharias
- Ligue 1 de 2018–19 (33 gols)
- Ligue 1 de 2019–20 (18 gols)
- Ligue 1 de 2020–21 (27 gols)
- Liga das Nações da UEFA de 2020–21 – Fase Final (2 gols)[130]
- Copa da França de 2020–21  (7 gols)
- Ligue 1 de 2021–22 (28 gols)
- Copa da França de 2021–22  (5 gols)
- Copa do Mundo FIFA de 2022 (8 gols)
- Ligue 1 de 2022–23 (29 gols)
- Ligue 1 de 2023–24 (27 gols)
- Copa da França de 2023–24 (8 gols)
- Liga dos Campeões da UEFA de 2023–24 (8 gols)
- La Liga de 2024–25 (31 gols)[137]